# Huochang (sockenhuvudort i Kina, Hunan Sheng, lat 28,93, long 110,54)
Huochang är en sockenhuvudort i Kina. Den ligger i provinsen Hunan, i den södra delen av landet, omkring 250 kilometer väster om provinshuvudstaden Changsha. Antalet invånare är 6 900. Befolkningen består av 3 211 kvinnor och 3 689 män. Barn under 15 år utgör 16,0 %, vuxna 15-64 år 72 %, och äldre över 65 år 11,0 %.
Runt Huochang är det ganska tätbefolkat, med 100 invånare per kvadratkilometer. Närmaste större samhälle är Yuanguping, 19,9 km nordost om Huochang. I omgivningarna runt Huochang växer i huvudsak blandskog.
Genomsnittlig årsnederbörd är 1 952 millimeter. Den regnigaste månaden är maj, med i genomsnitt 364 mm nederbörd, och den torraste är december, med 36 mm nederbörd.